# Begur
Begur (Bagur en castillan) est une commune de la comarque de Baix Empordà de la province de Gérone, en Catalogne, en Espagne.

## Géographie

### Localisation et communes avoisinantes
Begur, située au bord de la mer Méditerranée sur la Costa Brava, dans l'Est de la Catalogne, appartient à la comarque de Baix Empordà et à la province de Gérone. La municipalité se trouve à 130 km au nord-est de Barcelone, à 32 km à l'Est de Gérone et à 6 km au Nord de Palafrugell.
| Pals                  | Sa Riera | Sa Tuna  |
| Regencós              | Begur    |          |
| Palafrugell, Esclanyà | Tamariu  | Fornells |

### Présentation du ban communal

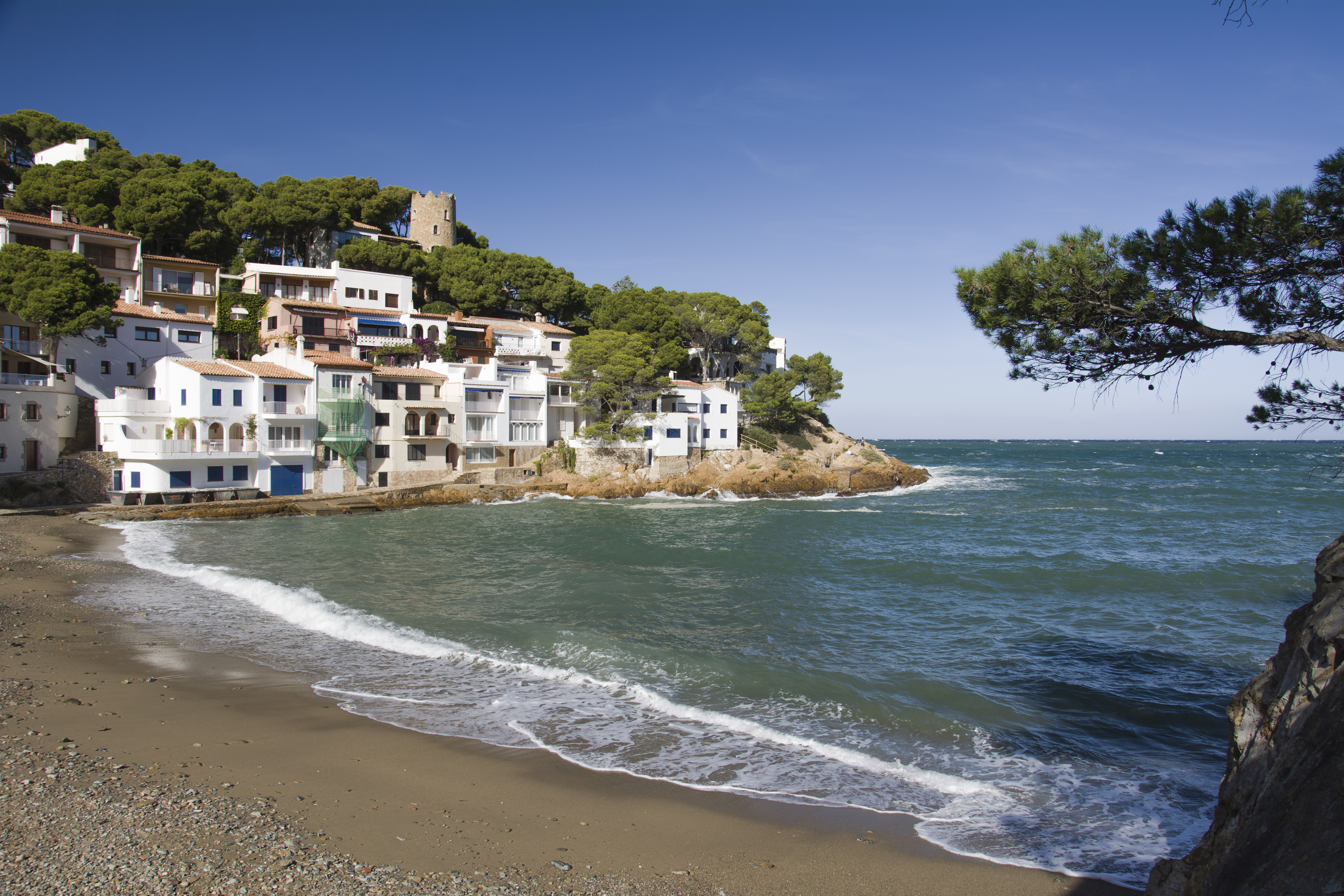
Vue de la plage Sa Tuna

La municipalité de Begur, d'une superficie de 20,71 km2, domine le cap élevé qui porte son nom. Elle est elle-même dominée par un château en ruines, d'où on a une vue imprenable sur la plaine de l'Empordà, les îles Medes, le massif du Montgri et les plages de Begur. Le cap de Begur est constitué par une immense masse géologique qui surplombe la mer, des parois verticales seulement interrompues par quatre petites criques. C'est dans les plus méridionales, Fornells et Aiguablava, qu'il offre sa plus belle image au tourisme, car les hôtels y sont nombreux. Au Nord, on trouve l'entrée de la plage de Sa Tuna ainsi que l'anse d'Aiguafreda, aussi profonde qu'un fjord, dont la plage parfaitement aménagée possède un petit port de plaisance.
Face à la mer qui semble s'avancer de toutes parts vers les petites constructions de la plage, Sa Tuna possède des vestiges du XIVe siècle. À l'intérieur, les pinèdes sont épaisses. Plus au Nord toutefois, après Aiguafreda, sur le versant du Cap Sa Sal, on trouve parmi les arbres verts, le plus grand hôtel de la Costa Brava, l'hôtel Cap Sa Sal, dont les terrasses et les piscines descendent jusqu'au niveau de la mer. Une autre plage d'accès facile depuis Begur est celle de Sa Riera ou Sa Riereta, la plus septentrionale du cap. Elle abrite un quartier de pêcheurs que remplace peu à peu un ensemble de constructions plus modernes, destinées aux vacances d'été. À l'Est, au-delà de la Punta de Creu, sur le littoral, surgit dans toute son immensité la Plage de Pals, la plus longue de toute la Costa Brava après celle du Golfe de Roses. Tournée vers le Sud, elle dessine une ligne concave très ouverte.

### Voies de communications et transport

#### Réseau routier
Begur se raccorde à la C31 (Figueres-Palafrugell-Sant Feliu de Guíxols) grâce à la GI-653 qui va à Regencós. C'est aussi par cette route que s'effectue la liaison vers l’échangeur de l’AP-7 de Vilamorell (vers Barcelone ou Perpignan).
La liaison vers Palafrugell s’effectue par la route GIP-6531 via l'Esclanyà.
La commune en elle-même est traversée par cette GIP-6531 qui constitue un axe majeur de circulation.

#### Transports en commun
La gare ferroviaire Renfe la plus proche est la gare de Flaçà, située à 29 km de Begur sur la ligne Cerbère-Barcelone.

#### Réseau aérien
L’aéroport de Gérone-Costa Brava se situe à 55 km (liaison avec les grandes villes espagnoles et européennes en période estivale), celui de Perpignan-Rivesaltes à 120 km (liaison avec les grandes villes françaises en période estivale). L’Aéroport international de Barcelone-El Prat est distant de 140 km du village.

## Urbanisme
Le village de Begur est centré autour de la Plaça de la Vila (« place de la ville ») et formé par des rues étroites et accidentées à cause de son terrain très irrégulier. Il conserve encore des rues très typiques et plusieurs tours de pirates ou de maures.

## Toponymie
- On retrouve le toponyme Begurio au Moyen Âge qui est très probablement une forme latinisée du nom celtique Becurio.
- Begur en catalan, dénomination officielle depuis 1975. Bagur en castillan, dénomination officielle durant l'époque franquiste.

## Histoire
L'imposante silhouette du château médiéval qui préside la commune, les nombreuses villas construites par les colons revenus des Amériques, le tracé et le profil des rues et ruelles de la vieille ville, les anciennes maisonnettes de pêcheurs que recèlent encore bien des calanques, tout ici témoigne d'une histoire longue et intense au cours de laquelle pirates et navigateurs, corailleurs et pêcheurs, anciens colons et des générations entières de begurencs ont peuplé ce territoire qui, en dépit d'inévitables transformations, a su conserver intactes au fil du temps ses racines et son identité.

## Population et société

### Démographie

#### Évolution démographique
| 64 | 48    | 45    | 902   | 1 911 | 1 906 | 1 709 | 1 761 |
| 1900 | 1910  | 1920  | 1930  | 1940  | 1950  | 1960  | 1970  |
| 1 796 | 1 372 | 1 147 | 1 005 | 1 505 | 2 234 | 1 908 | 1 873 |
| 1981 | 1990  | 1992  | 1994  | 1996  | 1998  | 2000  | 2002  |
| 3 039 | 3 179 | 3 411 | 2 277 | 2 740 | 2 818 | 2 986 | 3 626 |
| 2004 | 2006  | 2008  | 2010  | 2012  | 2015  |       |       |
| 3 861 | 4 076 | 4 304 | 4 209 | 4 221 | 3 985 |       |       |
| De 1497 à 1553 : personnes payant l'impôt (els fogatges) ; De 1717 à 1981 : population de fait ; Depuis 1981 : population de droit. |       |       |       |       |       |       |       |

#### Population par quartier
| Quartier ou écart | Population (2011) |
| ----------------- | ----------------- |
| Begur             | 2 806             |
| Esclanyà          | 829               |
| Fornells          | 166               |
| Sa Riera          | 129               |
| Sa Tuna           | 121               |
| El Racó           | 95                |
| Aiguafreda        | 37                |
| Aiguablava        | 36                |

### Vie économique
Begur est, avec ses calanques et son centre patrimonial, l'un des gros centres touristiques du Baix Empordà. La municipalité est membre de la communauté de villes Cittaslow, visant à ralentir le rythme de vie de leurs citoyens.

## Culture locale et patrimoine

### Lieux et monuments
- Le château de Begur (El Castell de Begur), construit au XIe siècle durant l'époque médiévale. D’après des documents de l'époque, le premier seigneur féodal connu est Arnust de Begur. Le château est détruit en 1465 et reconstruit au XVIIe siècle[1]. En 1607, il est vendu à la commune de Begur. Il a été détruit une dernière fois en 1810 au cours des guerres napoléoniennes[6].
- Le Cap Sa Sal, cap sur les côtes de la commune, où se trouve un hôtel de luxe inauguré le 4 juillet 1963 après huit années de longs travaux. La structure de cet hôtel est fortement exposée à l’érosion de l’air, de l’eau et du sel ce qui rend son entretien particulièrement difficile[7].
- Esclanyà, un écart situé au nord-ouest de la commune. Le village et l'église autour de laquelle il est construit, l'église de Sant Esteve de Esclanyà, sont attestés dès 1280. C'est, à la fin du Moyen Âge, une possession des seigneurs de Cruïlles. Son château, dénommé "tour Esclanyà", est du XIVe siècle. De nos jours, il ne subsiste que la grande tour d'époque romane et de forme rectangulaire. L'activité économique du village était autrefois basée sur la culture de vignes et d'oliviers[8].
- Fornells, autre écart de la commune, situé sur la route qui mène du village aux plages d'Aiguablava et de Platja Fonda. On y trouve un port de plaisance entouré de résidences secondaires[9].
- Le Parador, un hôtel de luxe qui domine la plage d'Aiguablava[10].
- Une statue installée sur une place publique en l'honneur de Carmen Amaya.

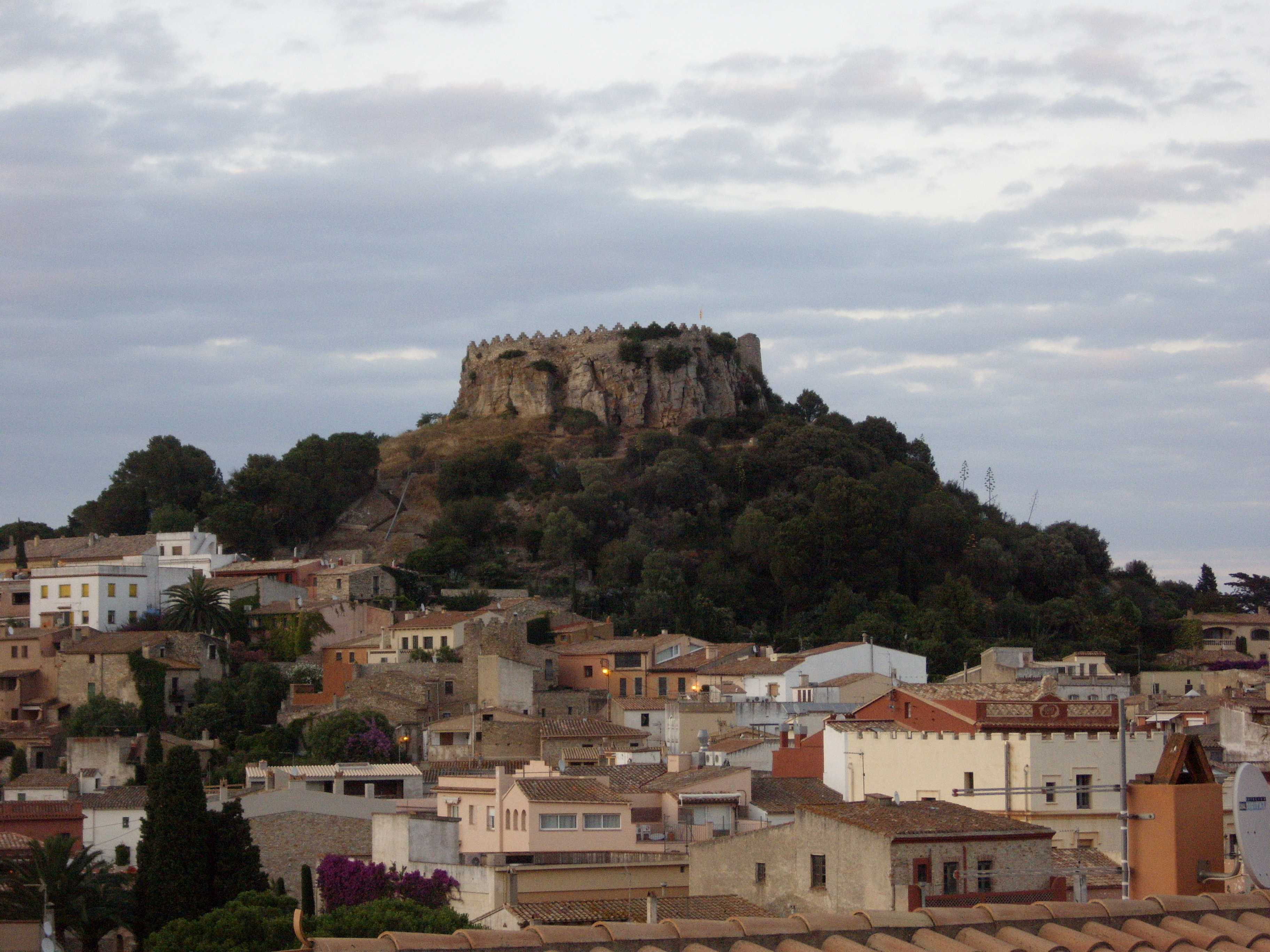
Le château
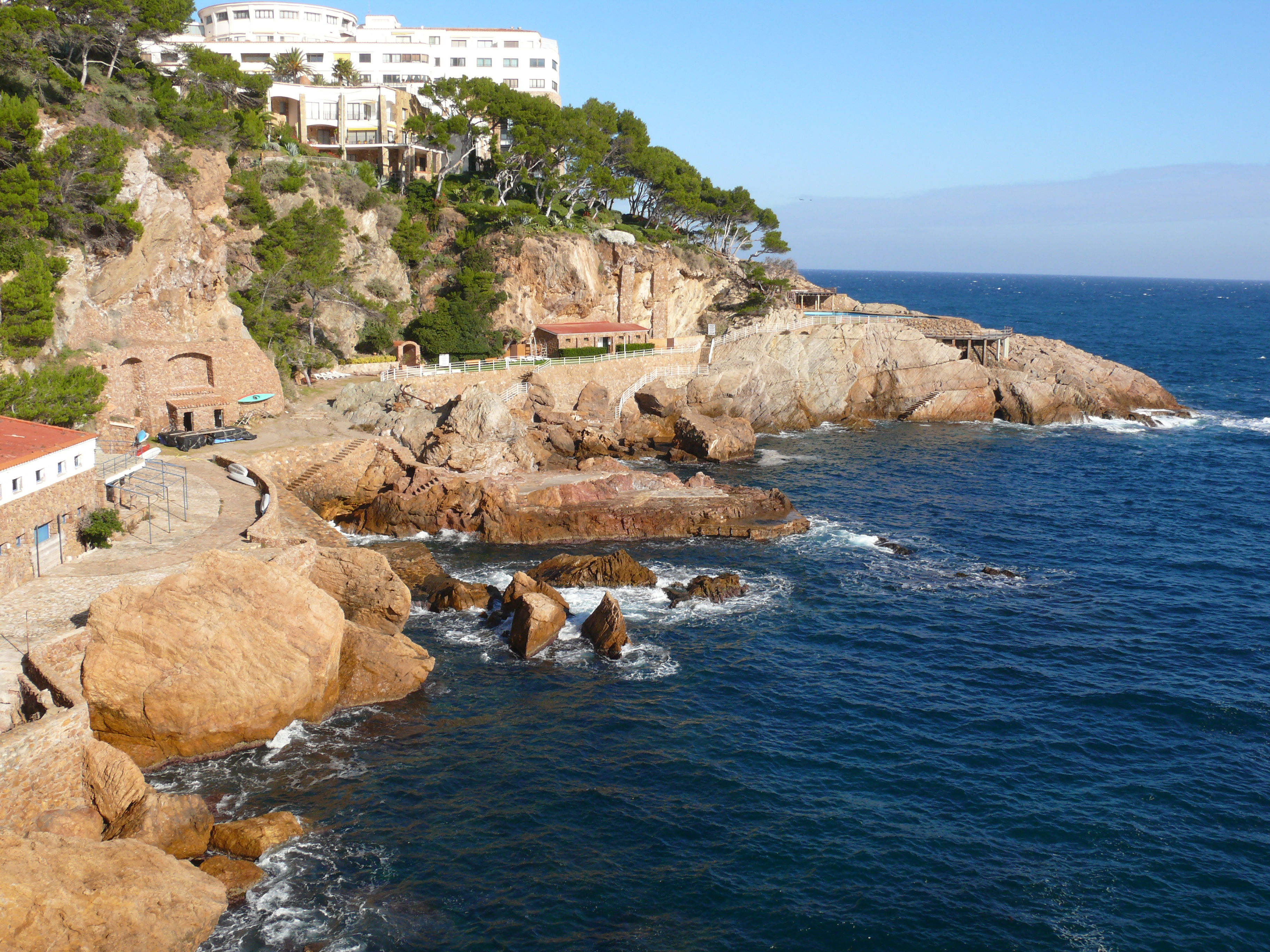
Le Cap Sa Sal
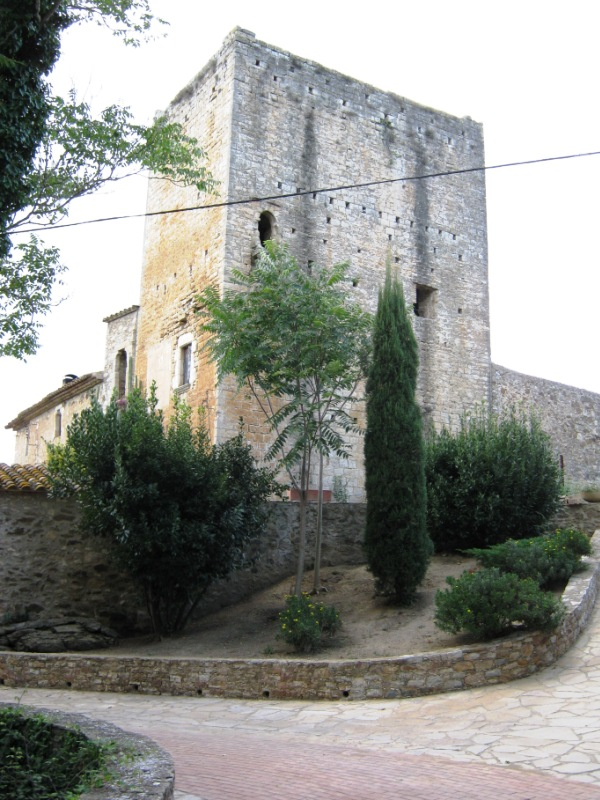
La tour d'Esclanyà
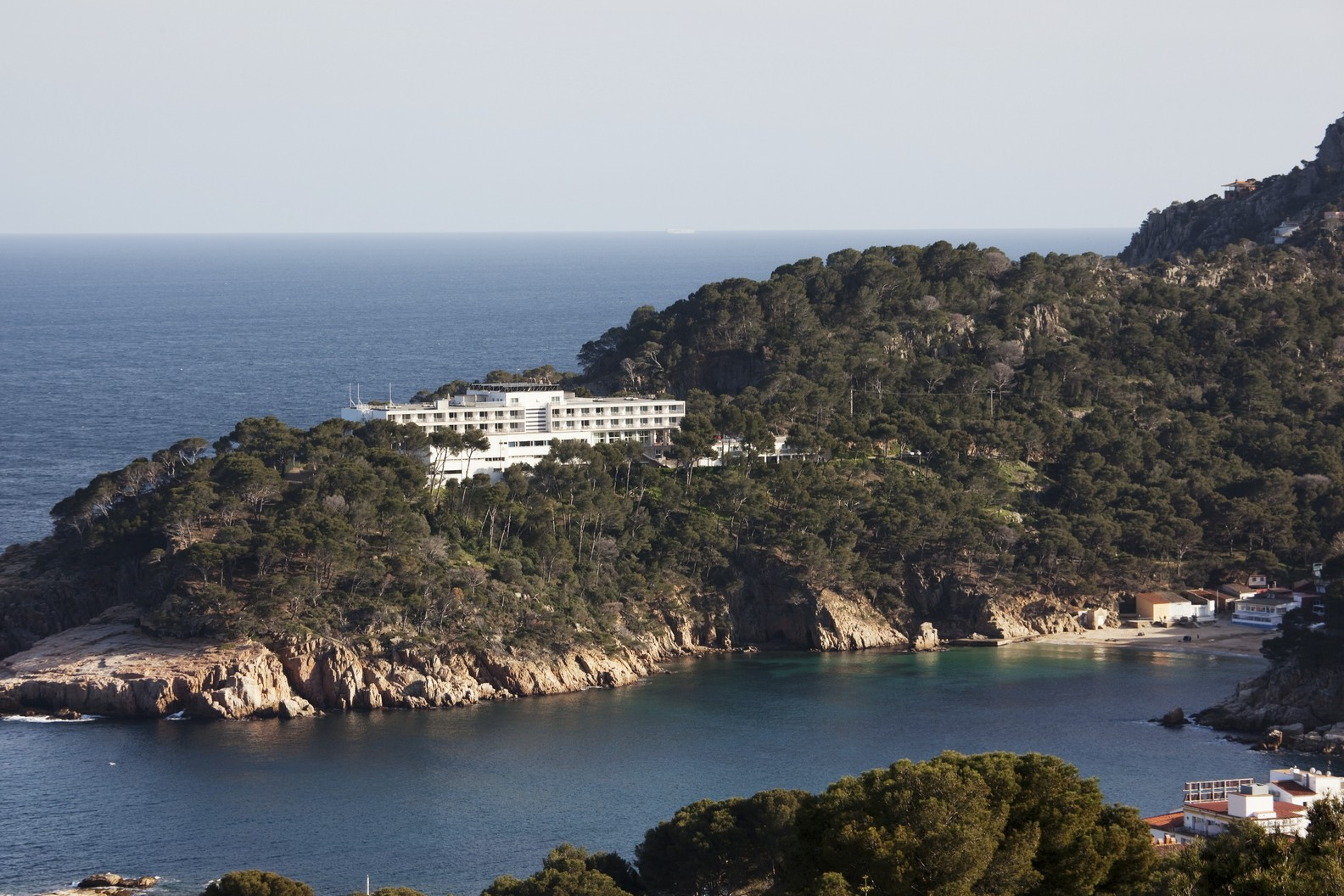
Le Parador d'Aiguablava

### Plages
Certaines des plages les plus prestigieuses de Costa Brava se trouvent à Begur. On compte notamment:
Sa Riera, Aiguablava, Sa Tuna, Illa Roja, Aiguafreda, Platja Fonda, Platja de Fornells, Platja del Racó.

### Personnalités liées à la commune
- Teresa Carbó i Comas (1908-2010), républicaine espagnole née à Begur, engagée dans la résistance française;
- Carmen Amaya, une célèbre chanteuse et danseuse de flamenco espagnole qui a résidé pendant quelques mois à Begur. Elle y décède le 19 novembre 1963.
- Luis Pericot Garcia, un archéologue et préhistorien espagnol qui est enterré à Begur.